# CCP110
CCP110‏ (Centriolar coiled-coil protein 110) هوَ بروتين يُشَفر بواسطة جين CCP110 في الإنسان.